# نهوشتان

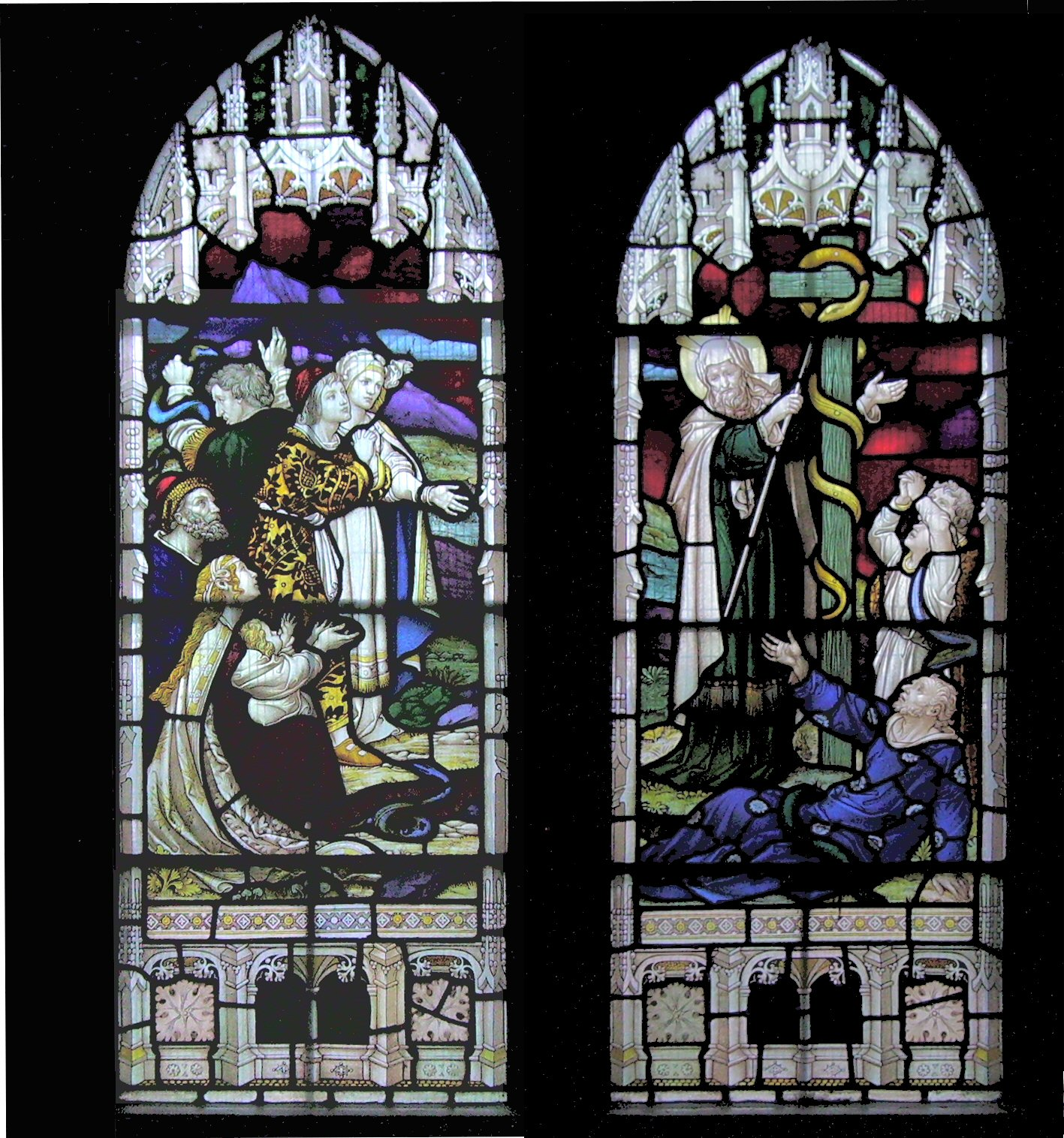
موسی و نهوشتان در عکسی از پنجره شیشه‌ای رنگی در کلیسای جیلینگهام، کنت

نهوشتان (انگلیسی: Nehushtan) در کتب پادشاهان (دوم پادشاهان ۱۸:۴؛ نوشته شده در حدود ۵۵۰ قبل از میلاد)، نامی که به تصویر برنزی مار روی میله داده شده‌است. این تصویر در کتاب سفر اعداد توضیح داده شده‌است، جایی که یهوه به موسی دستور داد که آن را برپا کند تا بنی‌اسرائیل که آن را دیدند درمان شوند و از مرگ در امان بمانند. نیش «مارهای آتشین»، که یهوه فرستاده بود تا آنها را به خاطر صحبت علیه او و موسی مجازات کند (اعداد ۲۱:۴–۹).